# تومي تومبكينز
تومي تومبكينز (بالإنجليزية: Tommy Tompkins)‏ (1884 - ) هو لاعب كرة قدم بريطاني (وحمل سابقاً جنسية المملكة المتحدة لبريطانيا العظمى وأيرلندا) في مركز الدفاع. لعب مع ليدز يونايتد ونادي دونكاستر روفرز وMexborough Town F.C. ‏ ودنابي يونايتد.